# Come Primavera
«Come Primavera» («Como Primavera» en idioma español) es una canción original de Il Divo para su disco Siempre (2006), producida por Cheope, Janson, Krueger, Magnusson.

## Letra
La canción escrita en italiano habla sobre el dolor (como el desamor); compara el invierno con el dolor y que pronto llegará la felicidad (o un nuevo amor), llegará la primavera. 
Parte de la letra dice:
| L'inverno sai finirà e come è arrivato se ne andrà e scioglierà il dolore come la neve al sole E le ferite che hai lo sai guariranno prima o poi Dopo la notte l'aurora ancora verrà si perchè Torna alla vita più serena che rifiorisce come primavera La vita grida a voce piena dentro te Ritroverai anche tu la forza che ora non hai più E quella voglia di vivere che ancor non c'è tornerà Torna alla vita più serena che rifiorisce come primavera La vita grida a voce piena dentro te | El invierno se acabará, lo sabes Y como llegó se irá Y el dolor se disolverá Como la nieve bajo el sol Y las heridas que hay Sabes que tarde o temprano sanarán Después de la noche la aurora aún vendrá Sí porque... Vuelve la vida de felicidad Y florece como la primavera La vida grita en voz alta Dentro de ti Encontrarás también tu La fuerza que nunca has tenido Y esa voluntad de vivir Que aún no ha regresado Vuelve la vida de felicidad Y florece como la primavera La vida grita en voz alta, dentro de ti |